# 乔巍 (足球运动员)
乔巍（1987年7月20日—），中国足球运动员，司职后卫，现效力于深圳佳兆业。

## 生平
2007年，乔巍进入河南建业一线队，2008年首次代表河南建业联赛出场，在与广州医药的比赛中打入个人联赛首球并曾随队征战亚冠联赛。
2014年12月，乔巍受伤之后就一直在家休养、康复，2015年7月份创立了一家青少年足球俱乐部。2016年7月，深圳佳兆业官方宣布乔巍加盟球队，在时隔一年半后重返球场。